# Кириенко, Сергей Георгиевич
Сергей Георгиевич Кириенко (9 июня 1957 — 17 декабря 2009, Никополь, Украина) — советский и украинский футболист, вратарь.

## Биография
Начал карьеру в 1978 году в команде второй лиги «Фрунзенец» Сумы. В июле 1980 перешёл в клуб первой лиги «Колос» Никополь, где сразу стал основным вратарём, в 1983 был избран капитаном. В мае 1985, после очередного нарушения режима, связанного со злоупотреблением алкоголем, был отчислен из команды и доигрывал сезон в чемпионате Днепропетровской области за никопольский «Трубник». В следующем году вернулся в «Колос», но получил травму и провёл только семь матчей. В 1987 году играл за «Нистру» Кишинёв, который тренировал Владимир Емец, работавший с «Колосом» в 1981 году, и за «Торпедо» Запорожье. В 1988—1994 годах вновь играл за «Колос» / «Металлург» и провёл в низших лигах СССР и Украины 243 матча. В апреле 1994 перешёл в команду третьей российской лиги «Кубань» Славянск-на-Кубани. Через год снова вернулся в Никополь, играл за любительский клуб «Эра». В 1996 году, в возрасте 38 лет, вновь стал основным вратарём «Металлурга». В марте — апреле 1997 забил четыре гола с пенальти, в матче с «Кристаллом» Чортков сделал дубль. Свой последний матч сыграл против винницкой «Нивы» 25 октября 2001 года, став в возрасте 44 лет, 4 месяцев и 16 дней самым возрастным игроком, выступавшим в первенстве Украины.
Всего провёл за никопольскую команду более шестисот матчей.
После завершения карьеры занимался популяризацией футбола в Никополе, принимал участие в организации городских соревнований.
Скончался после продолжительной болезни 17 декабря 2009 года в возрасте 52 лет.
Сын Игорь также футболист.